# Tram ATM serie 7700
I tram serie 7700 dell'ATM di Milano sono una serie di vetture tranviarie articolate, a pianale integralmente ribassato e bidirezionali, destinate all'impiego sulla rete tranviaria di Milano.

## Storia
Nel febbraio 2019, Stadler Rail Valencia si aggiudicò la gara indetta dal comune di Milano per la costruzione di cinquanta tram urbani e trenta extraurbani bidirezionali, impegnandosi a fornire altrettanti Tramlink. L'accordo quadro, dalla durata di sei anni e richiedente un investimento complessivo di 172,6 milioni di euro, fu firmato con ATM nel settembre dell'anno seguente e prevedeva la consegna di trenta vetture a media capacità, lunghe 25 m, con una opzione per le restanti cinquanta.
Nel corso dell'edizione 2021 di Expo Ferroviaria di Milano fu presentato un mockup del Tramlink.
La prima vettura, numerata originariamente 7201, giunse a Milano il 30 novembre 2022 e fu ricoverata presso le Officine Generali ATM Teodosio, in attesa di ricevere il nulla osta alla circolazione sulla rete tranviaria cittadina. 
Nel maggio 2023, la 7201 compì le prime prove in linea notturne sul percorso della linea 31 (Cinisello Balsamo-Bicocca M5). Il mese seguente, ATM confermò a Stadler Valencia la consegna delle restanti cinquanta unità di cui venticinque ad "alta capacità", pertanto lunghe circa 35 m.
Dopo alcune verifiche di transitabilità sulle linee tranviarie 7 e 31, il 10 gennaio 2025 l'Agenzia nazionale per la sicurezza delle ferrovie e delle infrastrutture stradali e autostradali (ANFISA) consentì al comune di Milano di autorizzare la circolazione della vettura 7701, ex 7201, che fu rilasciata dallo stesso ente il 13 gennaio . Il 30 gennaio l'amministrazione comunale rilasciò l'autorizzazione anche alle restanti vetture da 25 m, limitatamente ai tratti tranviari piazzale Lagosta-viale Fulvio Testi-via Anassagora e viale Fulvio Testi-Cinisello Balsamo.
L'unità 7701 fu presentata al pubblico il 19 febbraio 2025, presso il deposito ATM di via Messina, con annesso viaggio inaugurale su alcune tratte del centro cittadino. Il giorno successivo iniziò il servizio passeggeri sulle tranvie 7 e 31.

## Caratteristiche tecniche
Il tram è una vettura articolata a cinque casse e a quattro carrelli, lunga circa 25 m.
Le unità sono a pianale ribassato e bidirezionali, con tre porte per lato. Sono altresì dotate di un impianto per il recupero dell'energia in frenata, di sospensioni a tre stadi, di un sistema anticollisione tipo Train Forward Collision Warning (TFCW) ad attivazione automatica in presenza di ostacoli, di un impianto di videosorveglianza e di sistemi di infomobilità.
All'interno sono a disposizione ventidue posti a sedere e quarantaquattro strapuntini, un'area dedicata al trasporto disabili in carrozzina.